# Leone Modena
Leon Modena, detto anche Leone da Modena, in ebraico יהודה אריה ממודנה‎? Yehudah Aryeh mi-Modena (Venezia, 23 aprile 1571 – Venezia, 21 marzo 1648), è stato un rabbino italiano.
È una delle personalità più importanti dell'ebraismo italiano. Maestro e predicatore, si occupò principalmente di teologia, ma i suoi interessi spaziarono anche nella musica, nel teatro, nell'alchimia e nella poesia.

## Biografia
Nacque da Yiṣḥaq ben Mordekay da Modena e da Diana Raḥel, due ebrei ferraresi che avevano lasciato la terra d'origine dopo il terremoto del 1570. La famiglia aveva origini francesi ed era nota per le ricchezze e la cultura; il nonno Mordecai, ad esempio, fu un insigne medico e ricevette il Toson d'oro da Carlo V.
Bambino precoce, diventò un rinomato rabbino a Venezia, città nella quale è sepolto nel Cimitero Ebraico del Lido, ed è oggi ricordato in una vetrina del Museo Ebraico di Venezia. Tuttavia, la sua reputazione nell'ebraismo tradizionale soffrì per una serie di motivi, tra i quali la sua inflessibile critica delle sette emergenti all'interno dell'ebraismo, una dipendenza dal gioco d'azzardo e la mancanza di stabilità di carattere. Quest'ultimo fattore gli impedì di far maturare le sue doti: "Perseguì tutti i tipi di occupazioni per mantenersi, cioè quelle di predicatore, pedagogo, insegnante a ebrei e cristiani, lettore di preghiere, interprete, scrittore, correttore di bozze, traduttore (Orlando furioso), libraio, mediatore, commerciante, rabbino, musicista, sensale di matrimoni e produttore di amuleti".
Sebbene non riuscisse a rendersi famoso, Leone da Modena si guadagnò un posto nella storia ebraica, in parte per le sue critiche dell'approccio mistico all'ebraismo. Una delle sue opere più efficaci fu il suo attacco alla Cabala ebraica (Ari Nohem, pubblicato la prima volta nel 1840). In esso, egli tentava di dimostrare che la "Bibbia dei Cabalisti" (lo Zohar) era una composizione moderna e che la Cabala era una disciplina filosofica. Divenne più noto, tuttavia, come interprete dell'ebraismo per il mondo cristiano e per la sua ricerca della vita interiore e dello spirito nella Legge e nel Talmud.

## Opere
Tra le sue opere si annoverano:
- She'elot u-Teshuvot Ziqnei Yehudah (Raccolta di Responsa, Mossad ha-Rav Kook ed. Shlomo Simonson, 1956 )
- Beit Lechem Yehudah (Antologia di scritti Hazal organizzati per tema, Venezia, 1625  e Praga, 1705 )
- Diwan (Raccolta di poesie, JTS Publications, ed. Shimon Bernstein, 1932
- Ari Nohem (v.s.)
- Kitvei Y. A. Modena (Lettere e pensieri, cur. Yehuda Blau, Budapest, 1906)
- Magen ve-Tzinah (Responsa, ed. A. Geiger, Breslau, 1857)
- Tzemach Tzadiq (Trattato etico: trad. ingl. su web)
- Lev ha-Aryeh (Monografia sulla memoria, dove descrive il palazzo della memoria usato anche da Giordano Bruno)
- Sur me-Ra (Dialogo filosofico sul gioco d'azzardo, scritto all'età di 13 anni, Amsterdam 1692 , Vilna 1896
- Historia de' riti hebraici - vide supra, trad (HE)  di Shelomo Rabin, Vienna, 1867 )
- Pi ha-Aryeh - dizionario (IT) -(HE)  di tutti i vocaboli difficili nel Tanakh, Venezia 1640